# Sideritis fernandez-casasii
Sideritis fernandez-casasii là một loài thực vật có hoa trong họ Hoa môi. Loài này được Rosello & al. miêu tả khoa học đầu tiên năm 1994.